# Église de Tous-les-Saints de Mattersey
L'église de Tous-les-Saints de Mattersey est une église paroissiale anglicane située à Mattersey au Nottinghamshire, en Angleterre. Elle est rattachée au doyenné de Bassetlaw et Bawtry et au diocèse de Southwell et Nottingham. Elle est classée monument de Grade I.

## Historique
Construite au XIIIe siècle, l'église est restaurée en 1866. Elle comporte deux panneaux du XIVe siècle, finement gravés et non restaurés, fabriqués dans l'atelier du Sépulcre de Pâques de Hawton (en) et probablement amenés du prieuré de Mattersey (en). Le panneau du mur est représente saint Martin partageant son manteau avec un déshérité transi de froid, tandis que celui du mur ouest montre sainte Hélène trouvant la Vraie Croix.

## Paroisse
L'église de Tous-les-Saints de Mattersey forme une paroisse commune avec :
- l'église Saint-Pierre de Clayworth
- l'église Saint-Pierre-et-Saint-Paul de Gringley-on-the-Hill
- l'église de la Sainte-Trinité d'Everton

## Orgue
L'orgue de l'église est décrit dans le National Pipe Organ Register.

## Horloge
L'horloge de la tour est fabriquée par G. & F. Cope (en) en 1921.

## Cloche
L'église compte cinq cloches.